# Fiona Dolman
Fiona Dolman (* 1. Januar 1970 in Findhorn, Schottland) ist eine britische Schauspielerin, die aus ihrer Rolle als Miss Pamela Andrews in der englischen Arztserie The Royal Today (dem Ableger der Serie The Royal) bekannt ist. Dort spielte sie in 48 Episoden mit.

## Leben
Dolman wurde am 1. Januar 1970 in Findhorn, Schottland, als Tochter von Rosemary und Gordon Dolman geboren. Im Alter von 15 Jahren zog sie nach Gibraltar, da ihr Vater, ein Pilot der Royal Air Force, dorthin versetzt wurde. Dort gewann sie einige Auszeichnungen im Windsurfen.
Erste Kontakte mit der Schauspielerei knüpfte sie in Strike Force, Ultraviolet und in The Bill, bevor sie 1997 in der Serie The Knock zu sehen war. Im Jahr 1998 schloss sie sich der Fernsehserie Heartbeat an, wo sie den dortigen Regieassistenten Martin Curry heiratete.
Sie erschien weiterhin in Holby City, Doctors, New Tricks – Die Krimispezialisten und Coronation Street und vor jüngerer Zeit in der Serie Paradox und 2010 in Waterloo Road. Im selben Jahr konnte man Fiona Dolman in dem Drama Ways to Live Forever – Die Seele stirbt nie sehen.
Dem deutschen Publikum bekannt ist sie seit September 2014 als Sarah Barnaby in der britischen Krimiserie Inspector Barnaby. Dort spielt sie die Frau von Detective Chief Inspector John Barnaby (Neil Dudgeon) und ist die Schulleiterin der örtlichen weiterführenden Schule, der Causton Comprehensive School.

## Filmografie (Auswahl)
- 1995: Strike Force
- 1997: The Knock
- 1997–2009: The Bill (Fernsehserie, 5 Folgen)
- 1998: Ultraviolet (Fernsehserie)
- 1998–2001: Heartbeat (Fernsehserie, 54 Folgen)
- 2005–2011: Doctors (Fernsehserie, 3 Folgen)
- 2006: The Marchioness Disaster
- 2006: New Tricks – Die Krimispezialisten (New Tricks; Fernsehserie, 1 Folge)
- 2006: To the Sea Again
- 2007: Diamond Geezer
- 2008: The Royal Today
- 2009: Paradox
- 2009: Coronation Street (Fernsehserie, 1 Folge)
- 2010: Waterloo Road
- 2010: Ways to Live Forever – Die Seele stirbt
- seit 2011: Inspector Barnaby (Midsomer Murders, Fernsehserie)
- 2013: The Syndicate
- 2013: Da Vinci’s Demons (Fernsehserie, 1 Folge)
- 2016: Casualty (Fernsehserie, 1 Folge)